# Gerda Christian
Gerda Christian, född Gerda Daranowski 13 december 1913 i Berlin, död 14 april 1997 i Düsseldorf, var en av Adolf Hitlers privatsekreterare.

## Biografi
Christian kom i Hitlers tjänst 1935 och två år senare blev hon hans tredje sekreterare efter Johanna Wolf och Christa Schroeder. Under andra världskriget tjänstgjorde hon i Hitlers olika Führerhögkvarter. I krigets slutskede befann sig Christian i Führerbunkern, från vilken hon flydde den 1 maj 1945. Hon hölls under en kort tid i allierad fångenskap.
Hon gifte sig 1943 med Eckhard Christian.
I filmen Undergången från 2004 spelas Gerda Christian av Birgit Minichmayr.